# Diego Rivarola
Diego Gabriel Rivarola Popón (Mendoza, 14 de julio de 1976) es un exfutbolista argentino nacionalizado chileno. Jugó en varios equipos chilenos, siendo la Universidad de Chile en donde marcó mayor trascendencia. 
Con la «U» ganó múltiples campeonatos, que consideran cinco torneos nacionales oficiales y uno internacional, la Copa Sudamericana 2011 —la primera conquistada por un club chileno—. Anotó 101 goles (86 de ellos por el campeonato chileno), convirtiéndose en el máximo goleador extranjero en la historia del club, y en uno de los principales anotadores del clásico del fútbol chileno, con un total de 14 goles a Colo-Colo (siete en partidos oficiales y siete en encuentros amistosos). Eso, sumado al enorme cariño que demostró durante toda su carrera por el conjunto laico, ha hecho que sea considerado uno de los más grandes ídolos en la historia del club azul.

## Carrera

### Inicios, primera etapa en Universidad de Chile y pasos por el extranjero
Realizó las inferiores en River Plate donde no logró hacerse de un lugar, para después pasar a Platense donde debutó profesionalmente. En 1999 fue contratado por Santiago Morning de Chile, donde cumplió destacadas actuaciones que le permitieron ser del interés de Universidad de Chile, que terminó por ficharlo al año siguiente.
Allí se mantuvo por un período de cinco años (interrumpido por un breve paso por el club Atlas de Guadalajara de México en 2002). En esta primera etapa con "el León" ganó la Copa Chile del año 2000, el Campeonato Nacional 2000, y el Torneo de Apertura de 2004.
Desde sus inicios fue ganándose el cariño de la Hinchada Azul, especialmente por las excelentes actuaciones que tuvo en los Superclásicos frente a Colo-Colo. Siempre que Rivarola le anotaba al conjunto archirrival celebró mostrando una polera con la imagen de Gohan (personaje de Dragon Ball Z), aunque erróneamente se pensó que era Goku). De ahí el apodo que lo siguió durante el resto de su carrera futbolística.
A comienzos de 2006, Diego decidió retirarse del equipo, luego de fuertes conflictos con Héctor Pinto (entrenador universitario de ese año). En esta primera etapa con "la U", Rivarola anotó 71 goles en total. Tras dejar la U, Rivarola mantuvo conversaciones con Claudio Borghi, quien en ese entonces era director técnico de Colo-Colo, para fichar en el cuadro albo, mas debido a su identificación con el cuadro azul, Rivarola no aceptó la oferta.
Luego de esto, firmó por Argentinos Juniors, club donde no consiguió consolidarse, por lo que posteriormente ficharía en Unión Atlético Maracaibo de Venezuela. A mediados del año 2007 el trasandino recaló en Palestino de Chile (dirigido por el que años antes había sido su compañero en la Universidad de Chile, Luis Musrri).
En 2008 recaló en el Alki Larnaca FC de Chipre donde sólo permaneció el primer semestre. Posteriormente fue fichado por Santiago Morning, donde estuvo un año y medio. En este equipo llegó a ser el goleador del Torneo de Clausura 2009 con 13 goles. Dato a destacar es que cada vez que le tocó anotar contra Universidad de Chile, Rivarola no celebró los goles en señal de respeto por el que siempre manifestó ser el "equipo que amaba".[cita requerida]

### Regreso a Universidad de Chile
El 12 de diciembre de 2009 fue contratado por la Universidad de Chile como nuevo refuerzo para el Torneo de Apertura 2010 y la Copa Libertadores de ese año, donde hizo dupla en la delantera con Gabriel Vargas y Juan Manuel Olivera.
Volvió a debutar en la Universidad de Chile el 27 de diciembre de 2009 en un partido amistoso contra Provincial Talagante de la Tercera División A del fútbol chileno, donde marcó 2 goles (partido ganado por la Universidad de Chile 5 - 0). Fue reemplazado en el segundo tiempo por Mauricio Gómez, y en seguida fue ovacionado por los hinchas presentes.
El 27 de enero de 2010 jugó su primer superclásico de regreso en la "U" por la Copa Gato, anotando nuevamente un gol a Colo-Colo dejando con una victoria parcial a su equipo (2-1). Más tarde, mediante definición a penales, Universidad de Chile alzaría nuevamente la Copa Gato.
Meses más tarde, el 29 de abril, Universidad de Chile jugó en calidad de visitante los octavos de final de la Copa Libertadores 2010 contra Alianza Lima en el estadio Alejandro Villanueva, donde después de mucho tiempo Rivarola volvió a convertir en un torneo internacional (que finalmente sería el único gol del encuentro). El gol terminaría siendo clave para que los azules clasificaran a la siguiente fase, ya que el encuentro de vuelta finalizó en un empate 2-2. En esa campaña, "la U" (por entonces dirigida por Gerardo Pelusso) llegó a semifinales del torneo continental.
En tanto, en la tercera fecha de la segunda rueda del torneo chileno Rivarola haría el quinto gol en la goleada 5-1 a Everton de Viña del Mar.
El sábado 21 de agosto la Universidad de Chile jugó en calidad de visita contra Huachipato en el estadio CAP, donde Rivarola jugó un buen partido marcando un polémico gol que les dio el empate parcial, en el partido siguiente contra Santiago Wanderers anotó el agónico gol del triunfo en los descuentos.
El 13 de septiembre la Universidad de Chile jugó contra Santiago Morning el cual era un partido importante, ya que si lograban conseguir los 3 puntos quedaban como punteros exclusivos en el torneo nacional del año 2010. Rivarola entró en el segundo tiempo y en el poco tiempo que llevaba jugando, convirtió el segundo tanto que tuvo un sabor especial, no sólo porque dio la tranquilidad a los Azules y los dejó como punteros del torneo, sino además porque igualó el récord que ostentaba Ernesto Álvarez como el extranjero con mayor cantidad de goles en el club universitario laico.

#### 2011: Último gol a Colo-Colo, "Las 100 Alegrías Juntos", bicampeonato y Copa Sudamericana
El 2 de febrero en un superclásico amistoso frente a Colo-Colo, Diego Rivarola ingresó en el segundo tiempo bajo la algarabía de la Hinchada Azul y luego de una magistral jugada con Charles Aránguiz, marcó el 3-1 con el cual Universidad de Chile sepultó a su clásico rival en una brillante presentación del elenco azul. Como de costumbre 'Gokú' fue ovacionado por la hinchada universitaria al finalizar el encuentro disputado en la ciudad de Temuco, encuentro disputado por una nueva versión de la "Copa Gato".
Durante ese año, Rivarola fue suplente y relegado a la banca por el director técnico de la Universidad de Chile, Jorge Sampaoli (pese a ser uno de sus ídolos históricos). No obstante, fue en este período cuando anotó uno de los goles más importantes y recordados de su carrera, su último gol contra Colo-Colo. En el Superclásico frente a los albos del 30 de abril, Universidad de Chile dio vuelta un partido que iba perdiendo 1-0 hasta el minuto 87. Gustavo Canales definió el empate desde el punto penal, y dos minutos después Rivarola recibió un centro de Eduardo Vargas en la última jugada de ataque de los azules y definió de cabezazo. Los azules derrotaron 2-1 a Colo-Colo, y el trasandino se consagró como uno de los jugadores que más goles han hecho en el Clásico del fútbol chileno.
De ese partido en adelante, el trasandino siguió siendo suplente en el conjunto de Jorge Sampaoli, pero ingresaba en los últimos 20 minutos, los cuales fueron suficientes para marcarle a Huachipato, a Audax Italiano y a O´Higgins (en el partido de ida en las semifinales del Torneo de Apertura 2011). Después en el partido de vuelta jugado en el Estadio Nacional el 4 de junio anotó el sexto gol para los azules en una formidable presentación del equipo azul que terminó con un marcador de 7-1 a su favor, dejando en el camino al equipo rancagüino y asegurando el paso de los azules a la final del Torneo de Apertura Chileno 2011.
En sus últimos partidos la hinchada se manifestó efusivamente para que "Goku" volviera a la titularidad, e incluso en el partido frente a Audax Italiano, los fanáticos se manifestaron cantando "Sampaoli, Sampaoli, yo te quiero recordar, Rivarola es lo más grande y lo queremos ver jugar".[cita requerida]
Junto con "la U", Diego festejó su tercera corona de campeonatos nacionales de Chile en lo que se refiere a Primera División, al conquistar el Torneo de Apertura 2011 venciendo en la final a Universidad Católica. Una proeza que concluyó con un notable gesto del capitán José Rojas, al permitirle levantar el trofeo Huemul de Plata; y al mismo tiempo, logrando superar el duro hecho de haber perdido el Torneo de Clausura del año 2005 por definición a penales, ante el mismo rival que esta vez doblegó.
El 28 de agosto al ejecutar un penal frente a la Universidad de Concepción, el argentino llegó a los 100 goles, convirtiéndose en el máximo goleador extranjero de los azules en toda su historia, superando por 5 al fallecido argentino Ernesto Álvarez. Al celebrar mostró una camiseta con la frase "100 Alegrías Juntos".
El día 17 de noviembre ingresa en el minuto 84 contra Arsenal de Sarandí, donde Universidad de Chile selló su paso a semifinales de la Copa Sudamericana 2011.
El 11 de diciembre marca su último gol en la "U" y en su carrera, frente a la Unión Española en los cuartos de final del Torneo de Clausura.
El 14 de diciembre, tras una campaña en la que resultó invicto, el cuadro azul se coronó campeón de la Copa Sudamericana 2011.
Posteriormente, el 29 de diciembre se retiró del fútbol en la final de Torneo de Clausura 2011, frente a Cobreloa, partido donde se coronó Bicampeón del fútbol chileno con la Universidad de Chile, jugando gran parte del segundo tiempo y cerrando un año brillante e histórico en el club.

#### Despedida
La despedida del trasandino se realizó el 5 de junio en el Estadio Nacional. "Haremos una gran megadespedida que será la más azul de todas, vamos a tratar de hacerla lo más pronto posible, porque el calendario está un poco apretado", sentenció. Para el encuentro invitó a grandes ídolos de la Universidad de Chile y amigos de otros equipos en los que jugó, que se enfrentaron al plantel actual de los azules. Allí, Diego anotó dos goles y como de costumbre, celebró con su clásica camiseta de Goku. Después del segundo gol, dio un discurso para dar paso a una vuelta olímpica en el Estadio Nacional.
Al encuentro asistieron más de 35 mil personas que ovacionaron al jugador.[cita requerida]

## Después del retiro

### Asesor deportivo
El día 30 de diciembre de 2011 Diego mantuvo reuniones con el presidente de Azul Azul S.A. Federico Valdés. Después de la reunión mencionó a varios de medios de comunicación  "Me ofrecen un proyecto extrafutbolístico bueno en lo deportivo, en lo económico y en lo emocional, porque no quería retirarme en seis meses más siguiendo como banca, sin tener protagonismo alguno".
Finalmente se dio a conocer el rol que cumpliría Diego Rivarola en Universidad de Chile. Según informaba un comunicado enviado por el club azul, el exgoleador del campeón de la Sudamericana desempeñaría el cargo de "Asesor Deportivo" de la institución. En términos generales, Rivarola cumpliría labores en el ámbito del Fútbol Joven, además de prestar asesoría deportiva al presidente del club (por ejemplo podrá representar a Universidad de Chile ante la ANFP y el Consejo de Presidentes).
Por su parte, el presidente de la comisión fútbol de Universidad de Chile, José Yuraszeck, se manifestó contento con esta situación. “Para nosotros es un orgullo que permanezca en la familia azul un jugador que, además de marcar más de 100 goles por el club, ha demostrado liderazgo, carisma y lealtad a toda prueba. Deseamos a Diego la mejor de las suertes en este nuevo desafío profesional”, concluyó el directivo.
En febrero de 2022, se anunció que Rivarola no continuaría en su cargo, buscando nuevos desafíos profesionales.

### Comentarista deportivo
Tenía su propio espacio en el programa Azules que transmitió el Canal del Fútbol, además de ser invitado a varios programas deportivos de Televisión Nacional de Chile.
Por otro lado ha aparecido en varios programas de espectáculos, como Reality Shows, donde generalmente es invitado en los días previos a superclásicos para jugar partidos de exhibición con referentes del equipo rival, (Colo-Colo). También fue invitado a programas como Morandé con compañía y varias entrevistas extra futbolísticas.
En marzo de 2022 se anunció su inclusión a ESPN Chile, donde se transformó en panelista del programa ESPN F90 en su versión chilena.

### Futsal
En 2016 jugó para el representativo de la Universidad de Chile en el Campeonato Nacional de Futsal ANFP.

### Fútbol amateur
En junio de 2024 se anunció a Rivarola como refuerzo del club amateur Vicente Pérez Rosales de Puerto Montt tras gestiones de una fundación ligada a la institución. El acuerdo contempló únicamente el encuentro frente a Universidad de Concepción válido por la fase regional de la Copa Chile 2024.

## Estadísticas

### Clubes
| Club                 | País      | Año       |
| -------------------- | --------- | --------- |
| River Plate          | Argentina | 1996-1997 |
| Platense             | Argentina | 1997-1998 |
| Santiago Morning     | Chile     | 1999      |
| Universidad de Chile | Chile     | 2000-2001 |
| Atlas                | México    | 2002      |
| Universidad de Chile | Chile     | 2003-2005 |
| Argentinos Juniors   | Argentina | 2006      |
| U.A. Maracaibo       | Venezuela | 2006-2007 |
| Palestino            | Chile     | 2007      |
| Alki Larnaca         | Chipre    | 2008      |
| Santiago Morning     | Chile     | 2008-2009 |
| Universidad de Chile | Chile     | 2010-2011 |

### Con Universidad de Chile
| Club                         | Temporada | Liga  | Liga  | Copas nacionales | Copas nacionales | Torneos internacionales | Torneos internacionales | Total | Total |
| Club                         | Temporada | Part. | Goles | Part.            | Goles            | Part.                   | Goles                   | Part. | Goles |
| ---------------------------- | --------- | ----- | ----- | ---------------- | ---------------- | ----------------------- | ----------------------- | ----- | ----- |
| Universidad de Chile · Chile | 2000      | 27    | 11    | 8                | 5                | 8                       | 2                       | 43    | 18    |
| Universidad de Chile · Chile | 2001      | 28    | 11    | -                | -                | 9                       | 1                       | 37    | 12    |
| Universidad de Chile · Chile | 2003      | 26    | 11    | -                | -                | -                       | -                       | 26    | 11    |
| Universidad de Chile · Chile | 2004      | 40    | 17    | -                | -                | -                       | -                       | 40    | 17    |
| Universidad de Chile · Chile | 2005      | 34    | 9     | -                | -                | 10                      | 3                       | 44    | 12    |
| Universidad de Chile · Chile | 2010      | 31    | 16    | 1                | 0                | 13                      | 1                       | 45    | 20    |
| Universidad de Chile · Chile | 2011      | 35    | 8     | 6                | 3                | 7                       | 0                       | 48    | 11    |
| Total                        | Total     | 227   | 87    | 15               | 8                | 47                      | 7                       | 289   | 102   |
| 1. 2. 3.                     |           |       |       |                  |                  |                         |                         |       |       |

#### Participaciones internacionales
| Club                         | Año  | Competencia                         | Resultado                     |
| ---------------------------- | ---- | ----------------------------------- | ----------------------------- |
| Universidad de Chile · Chile | 2000 | Copa Libertadores Copa Mercosur     | Primera Fase                  |
| Universidad de Chile · Chile | 2001 | Copa Libertadores                   | Primera Fase                  |
| Universidad de Chile · Chile | 2005 | Copa Libertadores Copa Sudamericana | Octavos de final Primera Fase |
| Universidad de Chile · Chile | 2010 | Copa Libertadores Copa Sudamericana | Semifinal Primera Fase        |
| Universidad de Chile · Chile | 2011 | Copa Sudamericana                   | Campeón                       |

#### Goles contra el archirrival
Partidos oficiales
| 17 de junio de 2000     | Universidad de Chile | 3:1 | Colo-Colo            | 48'       |
| 5 de noviembre de 2000  | Colo-Colo            | 1:3 | Universidad de Chile | 74 ', 81' |
| 9 de septiembre de 2001 | Colo-Colo            | 2:3 | Universidad de Chile | 43'       |
| 8 de febrero de 2004    | Colo-Colo            | 0:4 | Universidad de Chile | 27'       |
| 8 de septiembre de 2005 | Universidad de Chile | 1:0 | Colo-Colo            | 19'       |
| 30 de abril de 2011     | Universidad de Chile | 2:1 | Colo-Colo            | 89'       |

Partidos amistosos
| 9 de noviembre de 2001  | Universidad de Chile | 3:1 | Colo-Colo            | 49' |
| 28 de marzo de 2004     | Universidad de Chile | 3:2 | Colo-Colo            | 56' |
| 29 de mayo de 2004      | Colo-Colo            | 3:4 | Universidad de Chile | 24' |
| 3 de septiembre de 2004 | Colo-Colo            | 1:2 | Universidad de Chile | 34' |
| 21 de noviembre de 2004 | Universidad de Chile | 2:0 | Colo-Colo            | 34' |
| 27 de enero de 2010     | Universidad de Chile | 2:2 | Colo-Colo            | 42' |
| 2 de febrero de 2011    | Universidad de Chile | 3:1 | Colo-Colo            | 90' |

### Resumen estadístico
| País      | Club                 | Encuentros | Goles | Promedio |
| --------- | -------------------- | ---------- | ----- | -------- |
| Argentina | Platense             | 8          | 0     | 0,0      |
| Argentina | Argentinos Juniors   | 17         | 3     | 0,18     |
| Chile     | Santiago Morning     | 78         | 42    | 0,53     |
| Chile     | Universidad de Chile | 288        | 101   | 0,35     |
| Chile     | Palestino            | 20         | 5     | 0,25     |
| México    | Atlas                | 9          | 2     | 0,4      |
| Venezuela | Maracaibo            | 14         | 5     | 0,42     |
| Total     | Total                | 434        | 157   | 0.36     |

## Palmarés

### Campeonatos nacionales
| Título           | Club                 | País      | Año    |
| ---------------- | -------------------- | --------- | ------ |
| Primera División | River Plate          | Argentina | 1996-A |
| Primera División | River Plate          | Argentina | 1997-C |
| Primera División | Universidad de Chile | Chile     | 2000   |
| Copa Chile       | Universidad de Chile | Chile     | 2000   |
| Primera División | Universidad de Chile | Chile     | 2004-A |
| Primera División | Universidad de Chile | Chile     | 2011-A |
| Primera División | Universidad de Chile | Chile     | 2011-C |

### Campeonatos internacionales
| Título            | Club                 | País  | Año  |
| ----------------- | -------------------- | ----- | ---- |
| Copa Sudamericana | Universidad de Chile | Chile | 2011 |

### Distinciones individuales
| Distinción                                                                              | Año  |
| --------------------------------------------------------------------------------------- | ---- |
| Goleador de la Primera División de Chile                                                | 2009 |
| Mejor Delantero del Campeonato Chileno                                                  | 2009 |
| Jugador Easy Experto del Año                                                            | 2009 |
| Máximo goleador extranjero de Universidad de Chile                                      | 2010 |
| Top 1° máximo goleador extranjero de Universidad de Chile                               | 2014 |
| Incluido dentro de las 50 mejores figuras históricas de Universidad de Chile por AS.com | 2016 |
| Incluido dentro de los 10 jugadores que han marcado la historia de Universidad de Chile | 2016 |
| Incluido dentro de los mayores referentes históricos de Universidad de Chile            | 2017 |
| Top 7° Máximo goleador en la historia de Universidad de Chile por Goal.com              | 2017 |